# Anno Micumasza
Anno Micumasza (japánul: 安野 光雅, Hepburn-átírással: Anno Mitsumasa) (Cuvano, Simane prefektúra, 1926. március 20. – 2020. december 24.) japán gyermekkönyv-illusztrátor, író és grafikus. Képeskönyveiről vált híressé. Kevés szöveggel, vagy anélkül készültek, és nem csak gyerekeknek szólnak. 1984-ben életművéért Hans Christian Andersen-díjjal tüntették ki. Rajzait a holland Maurits Cornelis Escher munkáihoz hasonlítják.

## Munkássága
Cuvanóban, a hegyekkel körülvett, elszigetelt városkában, Simane prefektúrában született és nőtt fel. Rajzművészetet  tanult a középiskolában, az irodalom és a matematika is érdekelte. Hermann Hesse művei nagy hatással voltak rá. Részt vett a második világháborúban. 1948-ban diplomázott a Jamagucsi Tanárképző Főiskolán, majd matematikát tanított tíz évig egy tokiói általános iskolában.
A kitűnő pedagógiai érzékkel rendelkező művész első képeskönyveiben a gyerekek vizuális látásmódját kívánta fejleszteni játékos módon. A Fuszigina E. (Tupsy Turvies) illusztrációi a perspektivikus illúziót és logikát érintik, a Szakaszama (Upside Downers) képeit többféle látószögből készítette. Grafikáit a vizuális trükkök és illúziók mellett játékos humor is jellemzi. A rejtett tréfák képzeleti gondolkodásra késztetik az olvasót a számokkal, a számolással, a latin ábécé betűivel vagy a tér és idő fogalmával kapcsolatban. Könyvei nem csak az ifjú olvasóknak szólnak.
A Skandináviában, Németországban és Angliában tett utazásairól színes, rajzos könyvek születtek. De ezek az útikönyvek nem klasszikus értelemben vett élménybeszámolók, hanem  grafikus költői meditációk szövegkíséret nélkül.
Grafikáiból hazáján kívül Kanadában, az Egyesült Államokban és az Egyesült Királyságban rendeztek kiállításokat. Tussal, vízfestékkel dolgozik, de alkalmazza a kollázst és a magasnyomtatást is.

## Díjak
- Chicago Tribune elismerő díja (1970)
- Kate Greenaway-emlékérem
- Brooklyn Múzeum-díj (1975)
- Boston Globe–Horn Könyvdíj (1975, 1977, 1978)
- Pozsonyi Illusztrációs Biennálé Aranyalma-díj (1979)
- Bolognai Gyermekkönyv Fesztivál Grafikai díj (1980)
- Hans Christian Andersen-díj (1984)

## Művei (válogatás)
- Mysterious Pictures (1968)
- Jeux de construction (1970)
- Topsy Turvies (1970)
- Upside Downers (1971)
- Zwergenspuk (1972)
- Dr. Anno's Magical Midnight Circus (1972)
- Anno's Alphabet (1974)
- Anno's Counting Book (1975)
- Anno's Journey (1977)
- Anno's Animals (1979)
- Anno's Italy (1979)
- The Unique World of Mitsumasa Anno: selected works, 1968-1977 (1980)
- Anno's Magical ABC (1981)
- Anno's Counting House (1982)
- Anno's Britain (1982)
- Anno's USA (1983)
- Anno's Flea Market (1984)
- Anno's Three Little Pigs (1985)
- The King's Flower (1986)
- All in a Day (1986)
- Anno's Sundial (1987)
- Anno's Upside Downers (1988)
- In Shadowland (1988)
- Anno's Peekaboo (1988)
- Anno's Faces (1989)
- Anno's Aesop: A Book of Fables (1989)
- Chyi Miaw Gwo (1990)
- Anno's Medieval World (1990)
- Anno's Masks (1990)
- The Animals (1992)
- Anno's Hat Tricks (1993)
- Anno's Twice Told Tale (1993)
- Anno's Magic Seeds (1995)
- Anno's Journey (1997)
- Anno's Math Games (1997)
- Anno's Math Games 2 (1997)
- Anno's Math Games 3 (1997)
- Anno's Mysterious Multiplying Jar (1999)
- The Art Of Mitsumasa Anno: Bridging Cultures (with Ann Beneduce) (2003)
- Bungotai for Youths (2003)
- Anno's Spain (2004)

## Könyvillusztrációk
- Socrates and the Three Little Pigs  szerző: Mori Cujosi (1986)
- The Magic Pocket: Selected Poems szerző:  Mado Micsio (1998)